# 维拉诺瓦苏拉尔达
维拉诺瓦苏拉尔达（義大利語：Villanova sull'Arda），是意大利皮亚琴察省的一个市镇。总面积36平方公里，人口1956人，人口密度54.3人/平方公里（2009年）。ISTAT代码为033046。